# NetworkManager
NetworkManager — программа для управления сетевыми соединениями в Linux.
Для использования NetworkManager в графическом интерфейсе, существует программа network-manager-applet, которая соответствует стандарту Freedesktop.org System Tray Protocol, включая GNOME, KDE, Xfce.
В рамках программы Google Summer of Code 2009 планировалось портирование NetworkManager на операционную систему FreeBSD.
NetworkManager использует D-Bus, udev и DeviceKit (начиная с версии 0.8). Компоненты взаимодействуют через D-Bus.

## Виды поддерживаемых соединений
- Ethernet
- PPPoE
- xDSL
- VPN:
  - PPTP (NetworkManager-pptp)
  - L2TP реализуется при помощи Openswan (NetworkManager-openswan).
  - OpenVPN (NetworkManager-openvpn)
  - VPNC (NetworkManager-vpnc)
  - OpenConnect[англ.] (NetworkManager-openconnect)
  - WireGuard[3] (NetworkManager-wireguard)
- Беспроводные: Wi-Fi, Bluetooth (совместно с Gnome-bluetooth)
- Мобильные: GPRS, 3G и др. — совместно с ModemManager и Mobile-broadband-provider-info[4].